# Francuska Formuła 3 Sezon 2002
35 sezon Francuskiej Formuły 3 – rozpoczął się 31 marca i zakończył 20 października po czternastu rundach. Tytuł mistrzowski zdobył Tristan Gommendy.

## Zespoły i kierowcy
Źródło: formel3guide.com
| Zespół                 | Nr | Kierowca             | Samochód     | Silnik      | Rundy     |
| ---------------------- | -- | -------------------- | ------------ | ----------- | --------- |
| Saulnier Racing        | 1  | Bruno Besson         | Dallara F302 | Renault     | Wszystkie |
| Saulnier Racing        | 2  | Simon Abadie         | Dallara F302 | Renault     | Wszystkie |
| ASM                    | 3  | Tristan Gommendy     | Dallara F302 | Renault     | Wszystkie |
| ASM                    | 4  | Olivier Pla          | Dallara F302 | Renault     | Wszystkie |
| Signature              | 5  | Julien Pressac       | Dallara F302 | Renault     | Wszystkie |
| Signature              | 6  | Laurent Delahaye     | Dallara F302 | Renault     | 1–4       |
| Signature              | 15 | Nicolas Lapierre     | Dallara F302 | Renault     | 5, 7      |
| ARTA/Signature         | 7  | Yūji Ide             | Dallara F302 | Renault     | Wszystkie |
| ARTA/Signature         | 8  | Renaud Derlot        | Dallara F302 | Renault     | Wszystkie |
| LD Autosport           | 9  | Kevin Nadin          | Dallara F302 | Mugen Honda | Wszystkie |
| LD Autosport           | 10 | Jeremie de Souza     | Dallara F302 | Mugen Honda | 1–3       |
| LD Autosport           | 11 | Derek Hayes          | Dallara F302 | Mugen Honda | 1–5       |
| LD Autosport           | 16 | Philippe Almèras     | Dallara F302 | Mugen Honda | 6–7       |
| Griffith's             | 12 | Olivier Maximin      | Dallara F302 | Opel        | 1–4       |
| Griffith's             | 14 | Geoffrey Dellus      | Dallara F302 | Ford        | 3–7       |
| Prema Powerteam        | 40 | César Campaniço      | Dallara F302 | Opel        | 7         |
| Prema Powerteam        | 41 | Ryan Briscoe         | Dallara F302 | Opel        | 7         |
| Bertram Schäfer Racing | 42 | Vitantonio Liuzzi    | Dallara F302 | Opel        | 7         |
| Bertram Schäfer Racing | 43 | Bernhard Auinger     | Dallara F302 | Opel        | 7         |
| Klasa B                |    |                      |              |             |           |
| Jenichen Motorsport    | 20 | Luca Iannacone       | Dallara F399 | Opel        | Wszystkie |
| Jenichen Motorsport    | 45 | Diego Romanini       | Dallara F399 | Opel        | 7         |
| JMP Racing             | 21 | Jean Louis Bianchina | Dallara F399 | Renault     | 1         |
| JMP Racing             | 24 | Stephane Mauget      | Dallara F399 | Renault     | 3, 6–7    |
| JMP Racing             | 30 | Anthony Janiec       | Dallara F399 | Renault     | 6–7       |
| Griffith's             | 23 | Benjamin Poron       | Dallara F399 | Renault     | 1–2       |
| Griffith's             | 23 | Benjamin Poron       | Dallara F399 | Opel        | 3–7       |
| Griffith's             | 25 | David Moretti        | Dallara F399 | Opel        | 4         |
| Optirace Sport         | 26 | Jimmy Tarres         | Dallara F399 | Renault     | 1         |
| Optirace Sport         | 27 | Nicolas Lapierre     | Dallara F399 | Renault     | 4         |
| Optirace Sport         | 28 | Pascal Hernandez     | Dallara F399 | Renault     | 5         |
| Optirace Sport         | 29 | Philippe Papin       | Dallara F399 | Renault     | 6         |
| Optirace Sport         | 31 | Olivier Clement      | Dallara F399 | Renault     | 7         |
| Optirace Sport         | 81 | Didier Sirgue        | Dallara F399 | Renault     | 1, 5, 7   |
| JH Racing              | 35 | Jacques Hulbert      | Martini MK79 | Opel        | 1, 4, 6–7 |

## Kalendarz
| Runda | Runda | Tor                           | Data            | Pole position    | Najszybsze okrążenie | Zwycięzcą (kierowca) | Zwycięzcą (zespół) |
| ----- | ----- | ----------------------------- | --------------- | ---------------- | -------------------- | -------------------- | ------------------ |
| 1     | W1    | Circuit Paul Armagnac, Nogaro | 31 marca        | Tristan Gommendy | Renaud Derlot        | Renaud Derlot        | ARTA/Signature     |
| 1     | W2    | Circuit Paul Armagnac, Nogaro | 1 kwietnia      | Renaud Derlot    | Renaud Derlot        | Renaud Derlot        | ARTA/Signature     |
| 2     | W1    | Circuit de Lédenon            | 28 kwietnia     | Tristan Gommendy | Tristan Gommendy     | Tristan Gommendy     | ASM                |
| 2     | W2    | Circuit de Lédenon            | 28 kwietnia     | Tristan Gommendy | Renaud Derlot        | Renaud Derlot        | ARTA/Signature     |
| 3     | W1    | Dijon-Prenois                 | 30 czerwca      | Tristan Gommendy | Tristan Gommendy     | Bruno Besson         | Saulnier Racing    |
| 3     | W2    | Dijon-Prenois                 | 30 czerwca      | Tristan Gommendy | Tristan Gommendy     | Derek Hayes          | LD Autosport       |
| 4     | W1    | Circuit de Croix-en-Ternois   | 27 lipca        | Olivier Pla      | Olivier Pla          | Olivier Pla          | ASM                |
| 4     | W2    | Circuit de Croix-en-Ternois   | 28 lipca        | Tristan Gommendy | Bruno Besson         | Yūji Ide             | ARTA/Signature     |
| 5     | W1    | Circuit d'Albi, Le Sequestre  | 8 września      | Tristan Gommendy | Tristan Gommendy     | Tristan Gommendy     | ASM                |
| 5     | W2    | Circuit d'Albi, Le Sequestre  | 8 września      | Tristan Gommendy | Tristan Gommendy     | Tristan Gommendy     | ASM                |
| 6     | W1    | Bugatti Circuit, Le Mans      | 6 października  | Olivier Pla      | Renaud Derlot        | Olivier Pla          | ASM                |
| 6     | W2    | Bugatti Circuit, Le Mans      | 6 października  | Tristan Gommendy | Tristan Gommendy     | Tristan Gommendy     | ASM                |
| 7     | W1    | Circuit de Nevers Magny-Cours | 20 października | Tristan Gommendy | Tristan Gommendy     | Tristan Gommendy     | ASM                |
| 7     | W2    | Circuit de Nevers Magny-Cours | 20 października | Olivier Pla      | Renaud Derlot        | Renaud Derlot        | ARTA/Signature     |

## Klasyfikacje
| Klucz punktacji | Klucz punktacji | Klucz punktacji | Klucz punktacji | Klucz punktacji | Klucz punktacji | Klucz punktacji | Klucz punktacji | Klucz punktacji | Klucz punktacji | Klucz punktacji | Klucz punktacji | Klucz punktacji |
| Miejsce         | 1               | 2               | 3               | 4               | 5               | 6               | 7               | 8               | 9               | 10              | pp              |                 |
| --------------- | --------------- | --------------- | --------------- | --------------- | --------------- | --------------- | --------------- | --------------- | --------------- | --------------- | --------------- | --------------- |
| Punkty          | 20              | 15              | 12              | 10              | 8               | 6               | 4               | 3               | 2               | 1               | 3               |                 |

| Legenda oznaczeń w tabelach wyników Wyświetl szablon na nowej stronie | Legenda oznaczeń w tabelach wyników Wyświetl szablon na nowej stronie                                                                     |
| Oznaczenie                                                            | Wyjaśnienie |
| --------------------------------------------------------------------- | --- |
| Złoty                                                                 | Zwycięzca lub mistrzostwo |
| Srebrny                                                               | 2. miejsce lub wicemistrzostwo |
| Brązowy                                                               | 3. miejsce lub II wicemistrzostwo |
| Zielony                                                               | Ukończył, punktował (w klasyfikacji generalnej, gdy zdobył co najmniej jeden punkt na przestrzeni sezonu, poza trzema powyższymi opcjami) |
| Niebieski                                                             | Ukończył, nie punktował (w klasyfikacji generalnej, gdy nie zdobył co najmniej jednego punktu na przestrzeni sezonu)                      |
| Czerwony                                                              | Nie zakwalifikował się (NZ) |
| Czerwony                                                              | Nie prekwalifikował się (NPK) |
| Różowy                                                                | Nie ukończył (NU) |
| Różowy                                                                | Niesklasyfikowany (NS) (w klasyfikacji generalnej, gdy nie został sklasyfikowany w żadnym wyścigu sezonu)                                 |
| Czarny                                                                | Zdyskwalifikowany (DK) |
| Czarny                                                                | Wykluczony (WYK/EX) |
| Biały                                                                 | Nie wystartował (NW) |
| Biały                                                                 | Kontuzjowany (K/INJ) |
| Biały                                                                 | Wyścig odwołany (OD/C) |
| Bez koloru                                                            | Został wycofany (WYC/WD) |
| Bez koloru                                                            | Nie przybył (NP/DNA) |
| Bez koloru                                                            | Nie brał udziału w treningach (NT/DNP) |
| Bez koloru                                                            | Nie został zgłoszony (–) |
| Pogrubienie                                                           | Start z pole position |
| Kursywa                                                               | Najszybsze okrążenie wyścigu |
| †                                                                     | Nie ukończył, ale jego rezultat został zaliczony ze względu na przejechanie więcej niż 90% dystansu wyścigu.                              |
| *                                                                     | Sezon w trakcie |
| 1/2/3                                                                 | Punktowana pozycja w sprincie kwalifikacyjnym                                                                                             |
| Lista systemów punktacji Formuły 1                                    | |

| Poz.                                                                       | Kierowca             | NOG | NOG | LÉD | LÉD | DIJ | DIJ | CRO | CRO | ALB | ALB | LMS | LMS | MAG | MAG | Pkt. |
| -------------------------------------------------------------------------- | -------------------- | --- | --- | --- | --- | --- | --- | --- | --- | --- | --- | --- | --- | --- | --- | ---- |
| 1                                                                          | Tristan Gommendy     | 2   | 9   | 1   | NU  | 3   | 7   | 3   | 5   | 1   | 1   | 2   | 1   | 1   | 2   | 202  |
| 2                                                                          | Renaud Derlot        | 1   | 1   | 3   | 1   | 5   | 13  | 4   | 6   | 4   | 3   | 3   | 2   | 4   | 1   | 185  |
| 3                                                                          | Olivier Pla          | 6   | NU  | 10  | 2   | 4   | 3   | 1   | 2   | 13  | 2   | 1   | 3   | 2   | 3   | 159  |
| 4                                                                          | Simon Abadie         | 3   | 2   | 4   | 7   | 7   | 4   | NU  | 8   | 2   | 5   | 4   | 4   | 6   | 4   | 120  |
| 5                                                                          | Bruno Besson         | 5   | 3   | 2   | 5   | 1   | 2   | 9   | 11  | 5   | 4   | 5   | NU  | 8   | 11  | 119  |
| 6                                                                          | Derek Hayes          | 4   | 5   | 6   | 4   | 2   | 1   | 6   | 7   | 3   | 10  |     |     |     |     | 94   |
| 7                                                                          | Yūji Ide             | 9   | 4   | 5   | 3   | 8   | 8   | 2   | 1   | NU  | 8   | 8   | NU  | 13  | 12  | 84   |
| 8                                                                          | Julien Pressac       | 7   | 8   | 7   | NU  | 6   | 9   | 10  | 9   | 7   | 7   | 7   | 5   | 5   | 8   | 62   |
| 9                                                                          | Kevin Nadin          | 13  | 16  | NU  | 6   | 10  | 15  | 11  | 10  | 6   | 6   | 6   | NU  | 10  | 14  | 33   |
| 10                                                                         | Laurent Delahaye     | 10  | 7   | 8   | NU  | NU  | 5   | 7   | 4   |     |     |     |     |     |     | 32   |
| 11                                                                         | Geoffrey Dellus      |     |     |     |     | 12  | 10  | 5   | 12  | 9   | NU  | 9   | NU  | 14  | 19  | 15   |
| 12                                                                         | Jeremie de Souza     | 8   | 6   | NU  | NU  | 11  | 6   |     |     |     |     |     |     |     |     | 15   |
| 13                                                                         | Nicolas Lapierre     |     |     |     |     |     |     |     |     | 8   | 9   |     |     | 9   | 10  | 15   |
| 14                                                                         | Olivier Maximin      | 11  | 10  | NU  | 8   | 9   | 11  | 12  | NU  |     |     |     |     |     |     | 6    |
|                                                                            | Philippe Almèras     |     |     |     |     |     |     |     |     |     |     | NU  | NU  | NU  | NS  | 0    |
| Kierowcy startujący gościnnie nie zaliczają się do klasyfikacji mistrzostw |                      |     |     |     |     |     |     |     |     |     |     |     |     |     |     |      |
|                                                                            | César Campaniço      |     |     |     |     |     |     |     |     |     |     |     |     | 3   | 7   | 0    |
|                                                                            | Ryan Briscoe         |     |     |     |     |     |     |     |     |     |     |     |     | 7   | 5   | 0    |
|                                                                            | Vitantonio Liuzzi    |     |     |     |     |     |     |     |     |     |     |     |     | 12  | 6   | 0    |
|                                                                            | Bernhard Auinger     |     |     |     |     |     |     |     |     |     |     |     |     | 11  | 9   | 0    |
| Klasa B                                                                    |                      |     |     |     |     |     |     |     |     |     |     |     |     |     |     |      |
| 1                                                                          | Benjamin Poron       | 12  | 11  | 9   | 9   | 13  | 12  | 15  | 13  | 10  | 11  | 10  | 6   | 15  | 13  | 265  |
| 2                                                                          | Luca Iannacone       | 16  | NU  | 11  | 10  | 14  | 14  | NU  | 16  | 14  | 14  | 13  | 9   | NU  | 22  | 122  |
| 3                                                                          | Didier Sirgue        | 15  | 14  |     |     |     |     |     |     | 12  | 13  |     |     | 17  | 17  | 73   |
| 4                                                                          | Jacques Hulbert      | 17  | 15  |     |     |     |     | 14  | 15  |     |     | 12  | 8   | NU  | 21  | 63   |
| 5                                                                          | Stephane Mauget      |     |     |     |     | NU  | NW  |     |     |     |     | 11  | 7   | NU  | 16  | 45   |
| 6                                                                          | Nicolas Lapierre     |     |     |     |     |     |     | 8   | 3   |     |     |     |     |     |     | 40   |
| 7                                                                          | Pascal Hernandez     |     |     |     |     |     |     |     |     | 11  | 12  |     |     |     |     | 30   |
| 8                                                                          | Jimmy Tarres         | 14  | 12  |     |     |     |     |     |     |     |     |     |     |     |     | 30   |
| 9                                                                          | David Moretti        |     |     |     |     |     |     | 13  | 14  |     |     |     |     |     |     | 27   |
| 10                                                                         | Olivier Clement      |     |     |     |     |     |     |     |     |     |     |     |     | 18  | 18  | 22   |
| 11                                                                         | Jean Louis Bianchina | 18  | 13  |     |     |     |     |     |     |     |     |     |     |     |     | 18   |
| 12                                                                         | Philippe Papin       |     |     |     |     |     |     |     |     |     |     | 14  | 10  |     |     | 18   |
| 13                                                                         | Anthony Janiec       |     |     |     |     |     |     |     |     |     |     | 15  | NU  | NU  | 20  | 14   |
| Kierowcy startujący gościnnie nie zaliczają się do klasyfikacji mistrzostw |                      |     |     |     |     |     |     |     |     |     |     |     |     |     |     |      |
|                                                                            | Diego Romanini       |     |     |     |     |     |     |     |     |     |     |     |     | 16  | 15  | 0    |
| Poz.                                                                       | Kierowca             | NOG | NOG | LÉD | LÉD | DIJ | DIJ | CRO | CRO | ALB | ALB | LMS | LMS | MAG | MAG | Pkt  |